# HMAS Eyre
Le HMAS Eyre (OPV 204) est le deuxième patrouilleur hauturier de classe Arafura construit pour la Royal Australian Navy (RAN). Le navire est basé sur le modèle OPV80 de Lürssen et est construit par ASC Pty Ltd à son chantier naval d’Osborne, en Australie-Méridionale. 
Le HMAS Eyre est nommé d’après la péninsule d'Eyre en Australie-Méridionale,,, délimitée par la Grande Baie australienne à l’ouest et le golfe Spencer à l’est. La péninsule a été cartographiée pour la première fois par le lieutenant Matthew Flinders, RN, et Nicolas Baudin de 1801 à 1802. Elle a été nommée en l’honneur d’Edward John Eyre, qui a exploré la région entre 1839 et 1841. Le HMAS Eyre est le premier navire de la Royal Australian Navy à porter ce nom,.

## Construction
La cérémonie de pose de la quille du HMAS Eyre a eu lieu à Adélaïde le 9 avril 2020. Afin de porter chance à la construction et à la vie du navire, une pièce de monnaie a été placée sous la quille. Le chef d’état-major de la Marine, le vice-amiral Michael Noonan, AO, RAN, a annoncé ce jour-là que le navire se nommera HMAS Eyre et qu’il serait mis en service opérationnel au début de l’année 2023,.
Cependant, il a été rapporté par The Australian Financial Review le 26 juillet 2021 que le HMAS Eyre entrerait en service en mars 2023, soit six mois après la date initialement prévue. Le retard dans la construction, la livraison et la mise en service du futur HMAS Eyre a été confirmé par des responsables du ministère de la Défense (DOD) lors d’une audition au Sénat. Aucune raison de ce retard n’a été divulguée, bien que les responsables du DOD aient nié que les problèmes signalés avec l’intégration des armements aient été un facteur y contribuant. Le porte-parole adjoint à la défense de l’opposition, Pat Conroy, a imputé ce retard à la « mauvaise gestion en série des grands projets de défense » du Premier ministre Scott Morrison, qui, selon le Parti travailliste australien, a également entraîné des problèmes dans la construction des autres futurs navires de combat de surface et sous-marins de la RAN.
Le HMAS Eyre a été lancé le 22 novembre 2023 au chantier naval d’Osborne. Il est le deuxième patrouilleur de classe Arafura construit à ce chantier naval, après le HMAS Arafura dont le lancement a eu lieu en décembre 2021. Les autres navires seront construits par Lürssen Australia au Henderson Maritime Precinct, en Australie-Occidentale,. La cérémonie était ancrée dans les traditions de la Marine australienne, y compris une bénédiction du navire par sa marraine, l’honorable juge Natalie Charlesworth, en brisant sur la proue une bouteille d’eau de la péninsule d’Eyre.